# 생제르맹 거리

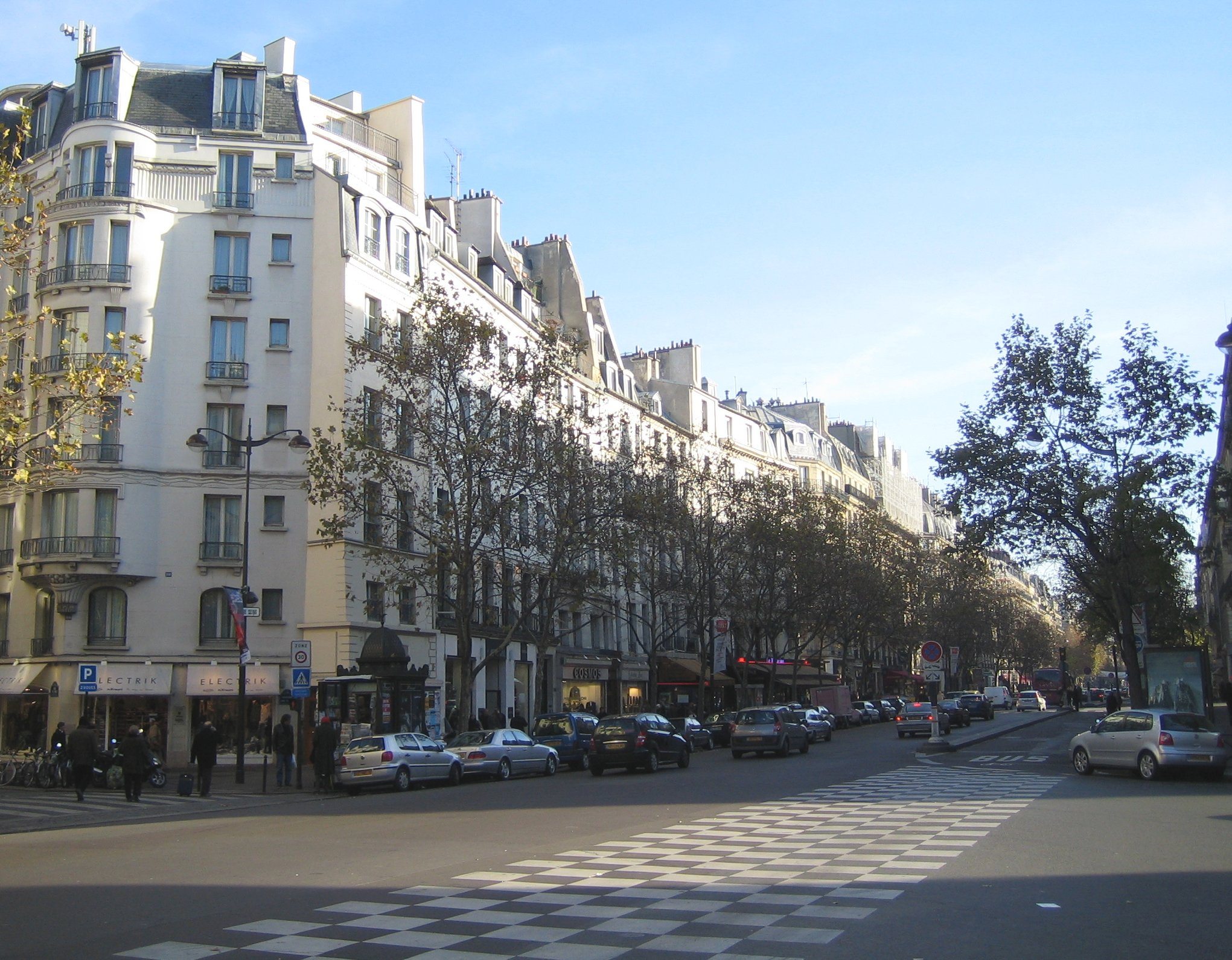
생제르맹 거리

생제르맹 거리(프랑스어: Boulevard Saint-Germain)는 파리 센강 서안에 있는 거리이다.